# Mähnen-Erbsenstrauch
Der Mähnen-Erbsenstrauch (Caragana jubata) ist eine Pflanzenart aus der Gattung  Erbsensträucher (Caragana) in der Unterfamilie der Schmetterlingsblütler (Faboideae). Das natürliche Verbreitungsgebiet liegt in Asien.

## Beschreibung

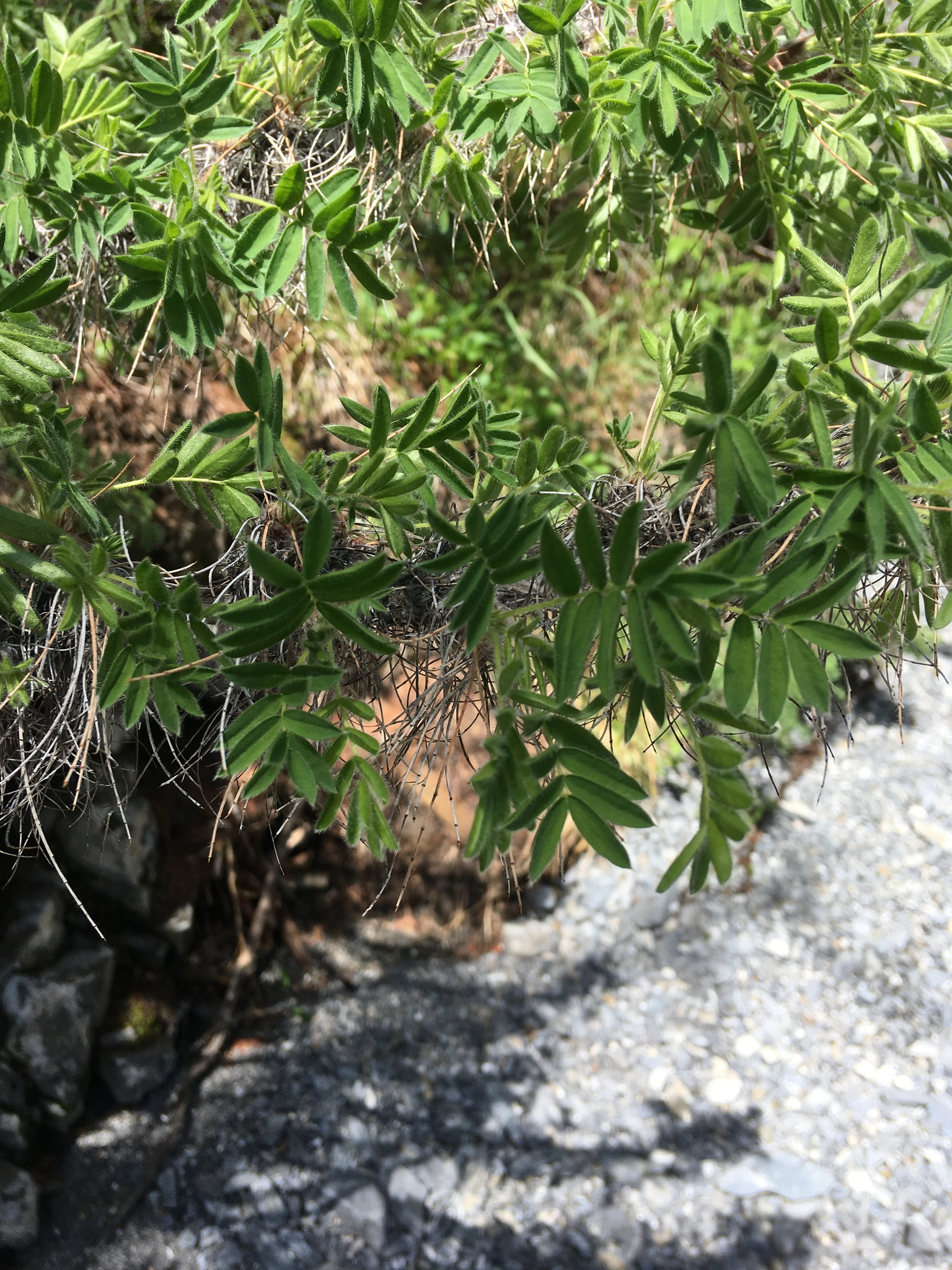
Laubblätter

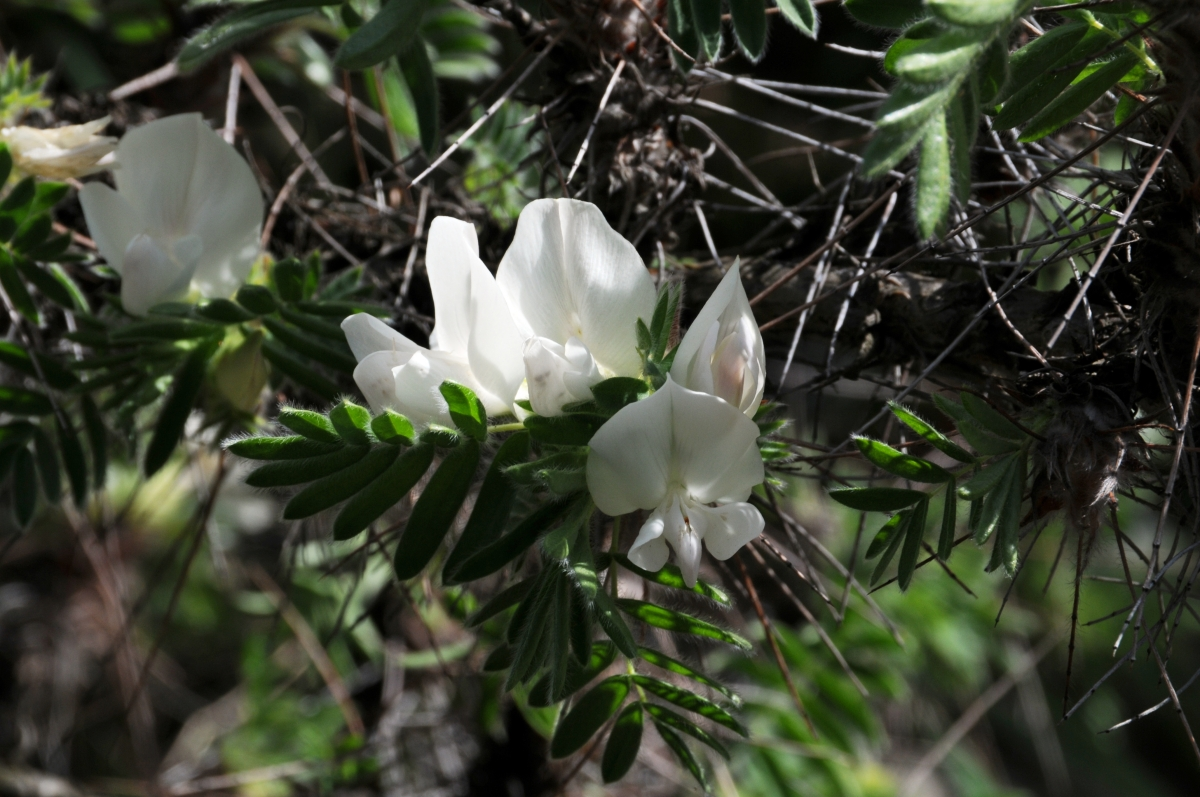
Blüten

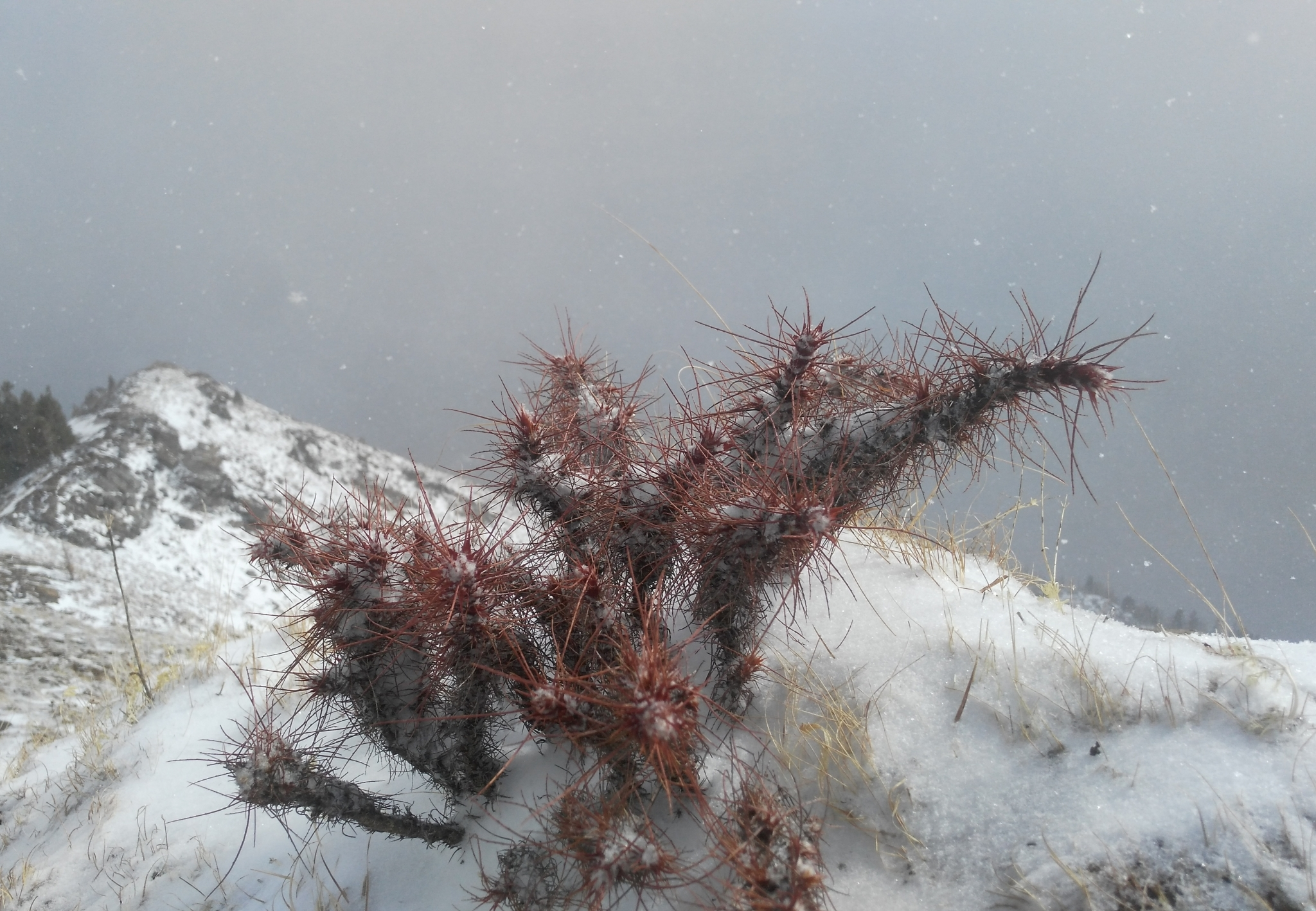
Habitus im Winter

### Vegetative Merkmale
Der Mähnen-Erbsenstrauch ist ein unregelmäßig wachsender, spärlich verzweigter, kleiner Strauch, der eine Wuchshöhe von 1 bis 2 Meter erreicht. Die Borke ist dunkel-braun, dunkel-grau oder grau-braun. Die Zweige sind kurz und dick, und dicht von einem zottigen Filz und den zu spitzen Dornen umgewandelten Blattspindeln bedeckt.
Die Laubblätter sind in Blattstiel und -spreite gegliedert. Blattstiel und Blattspindel sind 5 bis 7 Zentimeter lang und bleibend. Die Blattspreite ist gefiedert. Die acht bis zwölf Fiederblättchen sind bei einer Länge von 11 bis 15 Millimetern sowie einer Breite von 4 bis 6 Millimetern länglich mit spitzem oder gerundetem oberen Ende und mit gerundeter Basis. Beide Seiten sind borstig behaart. Die Nebenblätter sind 1,3 Zentimeter breit und wollig behaart.

### Generative Merkmale
Die Blütezeit reicht von Juni bis Juli. Die Blüten stehen einzeln. Der Blütenstiel ist etwa 0,5 Millimeter lang.
Die zwittrige Blüte ist zygomorph und fünfzählig mit doppelter Blütenhülle. Der Blütenkelch ist 1,4 bis 1,7 Zentimeter lang, röhrenförmig und borstig behaart. Die fünf Kronblätter stehen in der Form der Schmetterlingsblüten zusammen und sind weiß, rötlich oder gelblich und 2,5 bis 3,9 Zentimeter breit. Die Fahne ist breit-eiförmig. Die Flügel sind länglich, der Nagel ist 2/3 bis 3/4 so lang wie die Platte, die ein bis zwei Öhrchen sind linealisch, pfriemlich oder dreieckig. Der Fruchtknoten ist zottig behaart.
Die Hülsenfrüchte sind 3 Zentimeter lang und dicht zottig behaart. Die Früchte reifen von August bis September.
Die Chromosomenzahl beträgt 2n = 16.

## Vorkommen und Standortansprüche
Das natürliche Verbreitungsgebiet liegt in Russland in Sibirien, in der Region Chabarowsk und in der Oblast Magadan, in Kasachstan, Tadschikistan, in der Mongolei, in Bhutan, Nepal, Sikkim, Tibet und in den chinesischen Provinzen Gansu, Hebei, der Inneren Mongolei, Ningxia, Qinghai, Shanxi, Sichuan, Xinjiang sowie Yunnan.
Der Mähnen-Erbsenstrauch wächst in China in Bergwäldern und anderen alpinen Bereichen in Höhenlagen von 2400 bis 4700 Metern auf mäßig trockenen bis frischen, schwach sauren bis stark alkalischen, sandig-kiesigen, sandig-lehmigen oder felsigen, flachgründigen Böden an sonnig sommerheißen und winterkalten Standorten. Der Mähnen-Erbsenstrauch ist frosthart.

## Systematik
Die Erstbeschreibung erfolgte 1797 unter dem Namen (Basionym) Robinia jubata durch Peter Simon Pallas  in Nova Acta Academiae Scientiarum Imperialis Petropolitanae, Band 10, Seite 370. Die Neukombination zu Caragana jubata (Pall.) Poir. wurde 1811 durch Jean Louis Marie Poiret in Lamarck und Poiret: Encyclopédie Méthodique. Botanique ... Supplement 2, Seite 89 veröffentlicht. Das Artepitheton jubata stammt aus dem Lateinischen und bedeutet „mit einer Mähne versehen“.
Die Art Caragana jubata gehört zur Gattung der Caragana aus der Tribus Hedysareae in der Unterfamilie Faboideae innerhalb der Familie Fabaceae.
Je nach Autor gibt es etwa vier Varietäten:
- Caragana jubata var. biaurita Y.X.Liou: Flügel mit zwei linealischen Öhrchen. Sie gedeiht an Hängen in Höhenlagen von 3000 bis 4700 Metern in der Inneren Mongolei und in den chinesischen Provinzen Hebei (nur in Zhuolu), Ningxia, Qinghai sowie im südlichen Xinjiang.[2]
- Caragana jubata var. czetyrkininii (Sanchir) Y.X.Liou: Flügel mit zwei pfriemlichen oder dreieckigen Öhrchen. Sie gedeiht an Hängen in Höhenlagen von 3800 bis 4400 Metern in Tibet und Qinghai sowie nordwestlichen Yunnan.[2]
- Caragana jubata (Pall.) Poir. var. jubata: Flügel mit einem Öhrchen. Sie kommt in Bhutan, Sikkim, Nepal, im östlichen Russland, in der Mongolei, im westlichen Teil der Inneren Mongolei, in Tibet und in den chinesischen Provinzen Gansu, Hebei, Ningxia, Qinghai, nördliches Shaanxi, Shanxi, Sichuan, Xinjiang sowie nördliches Yunnan vor.[2]
- Caragana jubata var. recurva Y.X.Liou: mit rötlichen Blüten und Öhren an den Nägeln der Flügel. Sie gedeiht an Hängen in Höhenlagen von 2700 bis 4600 Metern im östlichen Tibet und in den chinesischen Provinzen Gansu, Ningxia, Qinghai sowie westliches Sichuan.[2]

## Verwendung
Der Mähnen-Erbsenstrauch wird sehr selten verwendet.

## Nachweise